# Spurio Lucrezio Tricipitino
Spurio Lucrezio Tricipitino (in latino Spurius Lucretius Tricipitinus o Triciptinus; ... – 509 a.C.) è stato un politico romano padre di Lucrezia, che fu violentata da Sesto Tarquinio, fatto che portò alla cacciata di Tarquinio il Superbo ed alla fine della monarchia a Roma.

## Biografia
Tricipitino era un membro del Senato romano durante il regno di Tarquinio e fu nominato dal re Praefectus urbi, quando Tarquinio si dovette allontanare da Roma per portare la guerra ad Ardea.
Dopo la cacciata dei Tarquini, Tricipitino, a causa della sua qualifica di Praefectus urbi governò la città nel periodo che intercorse prima dell'elezione dei consoli.
Tricipitino organizzò i comitia che permisero l'elezione dei primi consoli. A questo scopo, secondo Dionigi di Alicarnasso, fu eletto interrex, come d'altronde è probabile per analogia con circostanze simili.
I consoli eletti furono Lucio Giunio Bruto e Lucio Tarquinio Collatino e dopo la morte di Bruto in battaglia fu eletto al suo posto come consul suffectus, ma, a causa dell'età avanzata, morì nello stesso anno (509 a.C.), pochi giorni dopo l'elezione alla nuova carica. Al suo posto fu eletto Marco Orazio Pulvillo, anch'esso suffectus.